# Săritorii în gol (colecție de povestiri)
Săritorii în gol este o colecție de povestiri științifico-fantastice scrise de autorul român Mihail Grămescu și publicată de Editura Nemira în 1994 în colecția Nautilius, numărul 55.

## Cuprins
- U-gresiunea
- Huria
- Umbra tigrului
- Columna (povestire)
- Stelele (povestire)
- Săritorii în gol (În memoria lui Mihai Ionescu)

Acțiunea are loc într-o lume suprapopulată, într-o Criptocrație în care oamenii se tem de Cosmos și de spațiile deschise. Se organizează concursuri în care anumiți concurenți sar în gol în Fântâna Timpului care de fapt este Universul.
- Lovitura de gatopard
- Veiatris
- Ectogenerația
- Cântecul Libelungilor

Swan și cu un bătrân al cărui nume nu-l cunoștea stăteau în preajma Pustiei plină de cenușă metaliferă. Acțiunea are loc într-o lume apocaliptică post-nucleară în care oamenii sunt deformați și cu numeroase boli și plăgi. Bătrânul îi spune că după Marele Dezastru a trecut peste lume Primul Val al Libelungilor, mutanți metalici, dar că el i-a văzut doar o singură dată în viața sa.
- Meusa
- Casa fiilor
- Lupta cu îngerul

Într-un ciclu fără sfârșit, o dată pe an un înger metalic se pogoară din galaxii în fântână atras de miresmele sângelui unei virgine sacrificate, „logodnica” sa. Acesta îi soarbe sângele și îi fecundează hoitul, după care în fântână se va depune un ou arhetipal din care va ieși un alt înger. 
- Construcția (povestire)
- Nike (povestire)
- Leoaica rănită

## Aprecieri critice
Mircea Opriță spune că pentru autor, fantasticul este un nesecat izvor de metaforă vizuală, iar în scrieri cu un ... pronunțat caracter alegoric (exemplu: Nike sau Cântecul libelungilor), autorul își dă măsura realei sale înzestrări de poet al sublimului.